# Bosco França
João Bosco França Cruz (Aracaju, 27 de dezembro de 1952), filho de de Beatriz França Cruz e Aristotelino Cruz, é um médico, empresário e político brasileiro, que se casou com Silvana Mitidieri Cruz. Exerceu o mandato de deputado federal constituinte em 1988.
Ele se graduou como médico na Universidade Federal de Sergipe em 1978, e também é empresário. 
Em 1986 foi eleito deputado federal constituinte após filiação ao Partido do Movimento Democrático Brasileiro um ano antes. Assumiu em 1987, ano em que as atividades da Assembleia Nacional Constituinte estavam acontecendo. Durante esse período, ele se posicionou à favor do presidencialismo, do tempo de 5 anos para o mandato como presidente de José Sarney, além de muitas outras questões que envolviam direitos trabalhistas. Outros pontos foram propostos durante o ano em questão, no desencadear dessas atividades, Bosco França foi vice-presidente de várias comissões durante esses trabalhos da ANC, como da Comissão da Ordem Social e da Comissão da Ordem Econômica, entre muitas outras.
De 1988 a 1991, Bosco fez parte da Comissão de Relações Exteriores do Congresso Nacional. Deixou a Câmara Nacional em 1991, ao fim do período de seu mandato, e não conseguiu ser reeleito em 1990. 
Filiou-se ao PMDB de 1992 a 1994, e depois foi para o Partido da Mobilização Nacional. Ele se reelegeu como Deputado Federal em 1994 seu mandato foi de 1995 a 1999.
Em 1995, fez parte da Comissão de Minas e Energia. Não fez parte da votação, em 1996, que criou a CPMF (Contribuição Provisória sobre Movimentação Financeira), no entanto, fez parte, em 1995, das votações de emendas constitucionais propostas pelo governo do Presidente da República na época, Fernando Henrique Cardoso. 
Em 1996, foi membro da Comissão de Ciência, Tecnologia, Comunicação e Informática. 
Durante os anos de 1997 e 1998, participou de votações importantes. Pronunciou voto favorável à emenda da reeleição, na qual o candidato Presidente, Governador ou Prefeito não precisa mais se afastar do cargo que ocupa para concorrer a outro cargo durante as eleições; ao fim da permanência estável do servidor público; ao teto salarial de R$1.200 para a aposentadoria no setor público, além de também ser favorável à regra de idade e tempo mínimos de contribuição para a obtenção da aposentadoria no setor privado.  